# Имсвайлер
Имсвайлер (нем. Imsweiler) — община в Германии, в земле Рейнланд-Пфальц. 
Входит в состав района Доннерсберг. Подчиняется управлению Роккенхаузен.  Население составляет 543 человека (на 31 декабря 2010 года). Занимает площадь 9,90 км².